# Exallias brevis
Exallias brevis là loài cá biển duy nhất thuộc chi Exallias trong họ Cá mào gà. Loài này được mô tả lần đầu tiên vào năm 1868.

## Từ nguyên
Tên chi được Latinh hóa từ éxallos (έξαλλος) trong tiếng Hy Lạp cổ đại với nghĩa là “khác thường”, hàm ý có lẽ đề cập đến sự khác biệt của loài này với chi gốc Salarias. Tính từ định danh brevis trong tiếng Latinh có nghĩa là “nhỏ bé, ngắn gọn”, hàm ý có lẽ đề cập đến phần thân của loài cá này ngắn hơn và sâu hơn (tính từ lưng đến bụng) so với các loài Salarias khác.

## Phân bố và môi trường sống
Từ Biển Đỏ dọc theo Đông Phi, E. brevis có phân bố trải dài về phía đông đến quần đảo Hawaii, quần đảo Marquises và đảo Henderson (quần đảo Pitcairn), ngược lên phía bắc đến quần đảo Ryukyu và quần đảo Ogasawara, xa về phía nam đến Nam Phi, Úc và đảo Rapa Iti. Ở Việt Nam, E. brevis được ghi nhận tại cồn Cỏ (Quảng Trị), cù lao Chàm (Quảng Nam), đảo Lý Sơn (Quảng Ngãi), cù lao Câu (Bình Thuận).
E. brevis sống trên các rạn san hô, độ sâu đến ít nhất là 21 m.

## Mô tả
Tổng chiều dài lớn nhất được ghi nhận ở E. brevis là 14,5 cm. Loài này có một xúc tu phân nhánh phía trên mỗi mắt. Cá cái và cá con bao phủ khắp cơ thể bởi những đốm nâu, trong khi cá đực chỉ có đốm nâu trên đầu và đốm đỏ ở phần thân còn lại. Cá đực cũng có vây lưng và vây đuôi màu đỏ.
Số gai vây lưng: 12; Số tia vây lưng: 12–13; Số gai vây hậu môn: 2; Số tia vây hậu môn: 14–15.

## Sinh thái
Trứng của E. brevis có chất kết dính, được gắn vào chất nền thông qua một tấm đế dính dạng sợi. Cá bột là dạng phiêu sinh vật, thường được tìm thấy ở vùng nước nông ven bờ.
E. brevis thường được tìm thấy trong các loài san hô như Acropora, Pocillopora, Seriatopora, Porites và Millepora, cũng là nguồn thức ăn của chúng. Cá đực chuẩn bị làm tổ bằng cách gặm một lượng lớn các mô san hô. Vết cắn của E. brevis là nguyên nhân gây ra các đốm trắng trên quần thể một số loài san hô ở quần đảo Hawaii và vịnh Aqaba, được gọi là Tẩy trắng đa điểm (Multifocal Bleaching - MFB).